# 847
847 (DCCCXLVII) fue un año común comenzado en sábado del calendario juliano, en vigor en aquella fecha.

## Acontecimientos
- 27 de enero: en Roma, tras la muerte del papa Sergio II, León IV es nombrado papa n.º 103, hasta el 855.
- junio: en Benevento (Italia) sucede un terremoto. En Roma se cae una parte del Coliseo.[1]
- 24 de noviembre: en Damasco (Siria), un terremoto de 7,3 deja un saldo de 70.000 muertos.
- En Maguncia (Francia Media), Rabano Mauro es nombrado arzobispo.
- En Maguncia (Francia Media), la profetisa alamana Thiota anuncia que el año siguiente será el Juicio final. (Véase la lista de fechas del fin del mundo).

## Nacimientos
- Alfredo el Grande (nacido entre los años 847 y 849), rey inglés.

## Fallecimientos
- 27 de enero: Sergio II, papa romano entre 844 y 847.
- Al-Wathiq, califa abasí.
- Feidlimid mac Crimthainn, rey de Munster e Irlanda